# Helene Voß
Helene Voß (auch Lene Voß bzw. Voss; * 17. September 1856 als Auguste Marie Helene Herzog in Leipzig; † 1. November 1926 in Wittenberg) war eine deutsche Schauspielerin bei Bühne und Stummfilm.

## Leben und Wirken
Die geborene Helene Herzog war eine Tochter des Maschinenheizers August Eduard Herzog und seiner Ehefrau Henriette, geb. Meyer. Ihre erste Ehe schloss sie mit einem Redakteur namens Münsterberg. Früh verwitwet, heiratete sie sodann 1896 den Weinhändler Moritz Bárány. Ihr erstes nachweisbares Festengagement unter ihrem Bühnennamen Helene Voß trat sie 1901 am Tournee-Ensemble des Berliner Apollo-Theaters an. Es folgten Verpflichtungen an weitere hauptstädtische Bühnen wie das Central-Theater und das Walhalla-Theater, wo sie bekannte Kollegen wie Emil Albes und Heinz Schall als Partner hatte.
1911 verpflichteten die Filmgesellschaften Deutsche Bioscop GmbH und Messters Projektion GmbH Helene Voß und gaben ihr Hauptrollen in ihren Produktionen. In diesen frühen Jahren nannte sie sich überwiegend Lene Voß bzw. Lene Voss. Dabei handelte es sich überwiegend um kurze Lustspiele und Dramen. In Filmen dänischer Stars wie Asta Nielsen (Die arme Jenny) oder Viggo Larsen (Der Eid des Stephan Huller) musste sie sich mit Nebenrollen zufriedengeben. Im Laufe der Jahre wurden ihre Rollen immer kleiner, Hauptrollen wie in rund um das Jahr 1919 hergestellten Kurzfilmen oder in preiswerten Nebenproduktionen à la In den Krallen der Geier waren eher die Ausnahme. Ihre Filme, künstlerisch durchgehend wenig ambitioniert und auf pure Unterhaltung beschränkt, gaben ihr die Möglichkeit, an der Seite einst so populärer Mimen wie Ernst Lubitsch, Max Landa, Werner Krauß, Bernd Aldor, Reinhold Schünzel, Carl Auen sowie den Geschwistern Ilse und Curt Bois aufzutreten. Meist verkörperte Voß dabei bodenständige, einfache Personen, oftmals zupackend-handfest und ein wenig derb: Zimmervermieterinnen, Kartenlegerinnen, Wirtschafterinnen sowie Schwiegermütter, Tanten und jede Menge Ehefrauen.
1926 hielt sich Helene Voß infolge eines Gichtleidens zur Kur im Moorbad Pretzsch an der Elbe auf. Da sich ihr Gesundheitszustand verschlechterte, wurde sie von dort in das Paul-Gerhardt-Stift im nahegelegenen Wittenberg eingeliefert, wo sie kurz darauf an einer Lungenentzündung verstarb.

## Filmografie (Auswahl)
| - 1911: Der Sieg des Hosenrocks - 1911: Nur einen Helden will sie lieben! - 1912: Die arme Jenny - 1912: Der Eid des Stephan Huller, erster Teil - 1912: Der Dritte - 1913: Signes List - 1913: Die Landkur - 1913: Eine Nacht in Berlin oder Die Löwen sind los - 1914: Bedingung – Kein Anhang! - 1914: Fräulein Piccolo - 1914: Maison Fifi - 1914: Meschugge ist Trumpf - 1915: Das wandernde Glück - 1915: Der Hermelinmantel - 1915: Zucker und Zimt - 1915: Mieze Strempels Werdegang - 1915: Der Tag der Vergeltung - 1915: Die einsame Frau - 1915: Um ein Töpfchen Kaviar - 1915: Die Himbeerspeise - 1915: Die Testamentsklausel - 1915: Der schwarze Moritz - 1916: Wir haben’s geschafft - 1916: Die Liebesbrücke - 1916: Ein goldenes Geschäft - 1916: Das Riesenbaby - 1916: Nette Pflanzen! - 1916: Der Posaunenengel | - 1916: Zirkusblut - 1917: Die Nottrauung - 1917: Der Theaterprinz - 1917: Das Luxusbad - 1917: Das unruhige Hotel - 1917: Der neueste Stern vom Variété - 1918: Die Stunde der Vergeltung - 1918: Europa postlagernd - 1918: Bubi, der Tausendsassa - 1918: Das Patschuli-Mäuschen - 1918: Der Liftjunge - 1918: Die Mausefalle - 1919: Das Tor der Freiheit - 1919: Das einsame Wrack - 1919: Not macht erfinderisch - 1919: Onkel Georgs Testament - 1920: Eine komische Familie - 1920: Ein angenehmes Mädchen - 1920: Nur ein Filmstern - 1920: Gefolterte Herzen - 1921: Die Minderjährige - 1921: In den Krallen der Geier - 1921: Trick-Track - 1922: Frauen, die die Ehe brechen - 1922: Die Kartenlegerin - 1923: Großstadtfieber - 1925: Krieg im Frieden |